# Mikwe (Strážov)

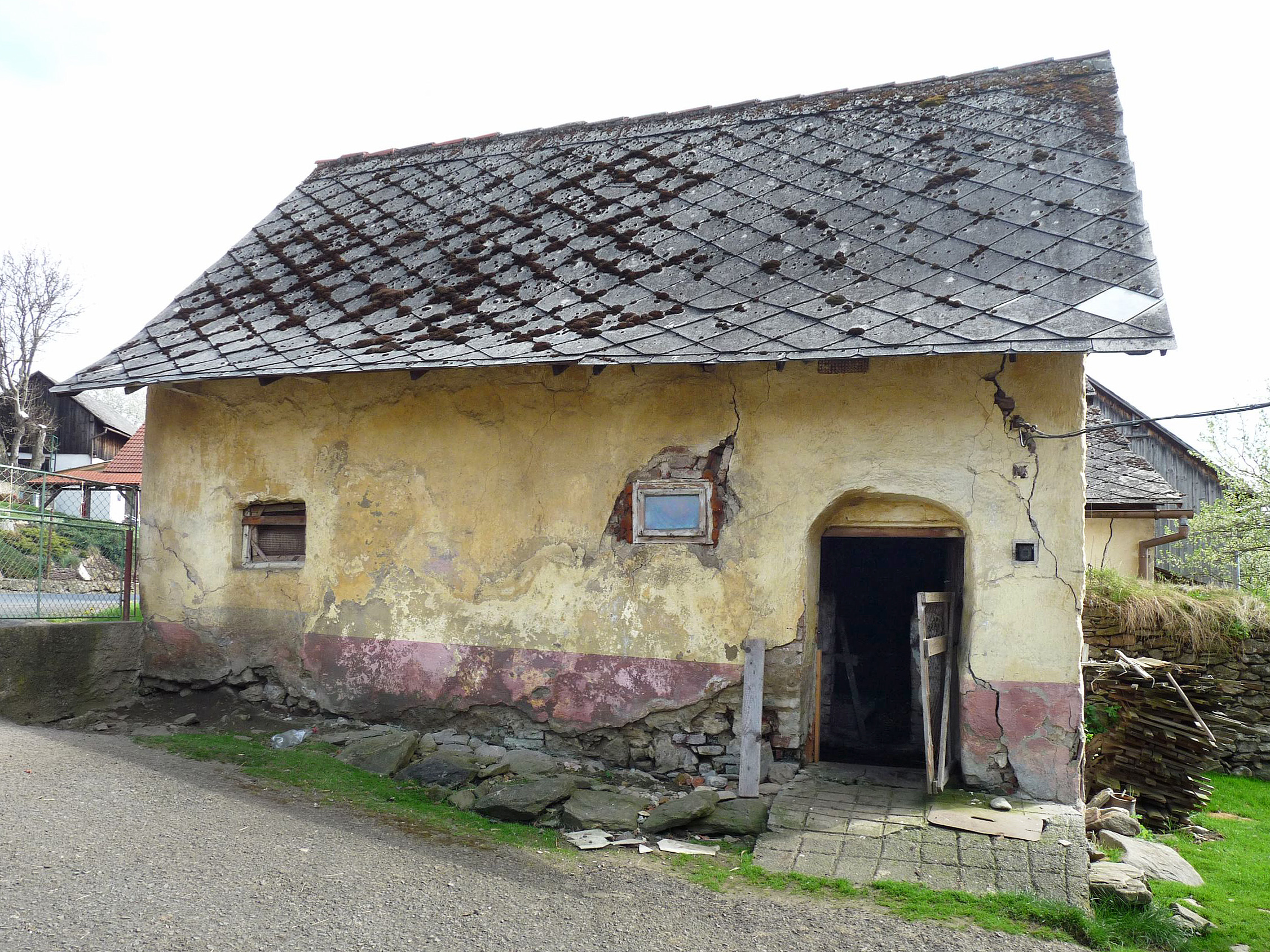
Mikwe in Strážov (2012)

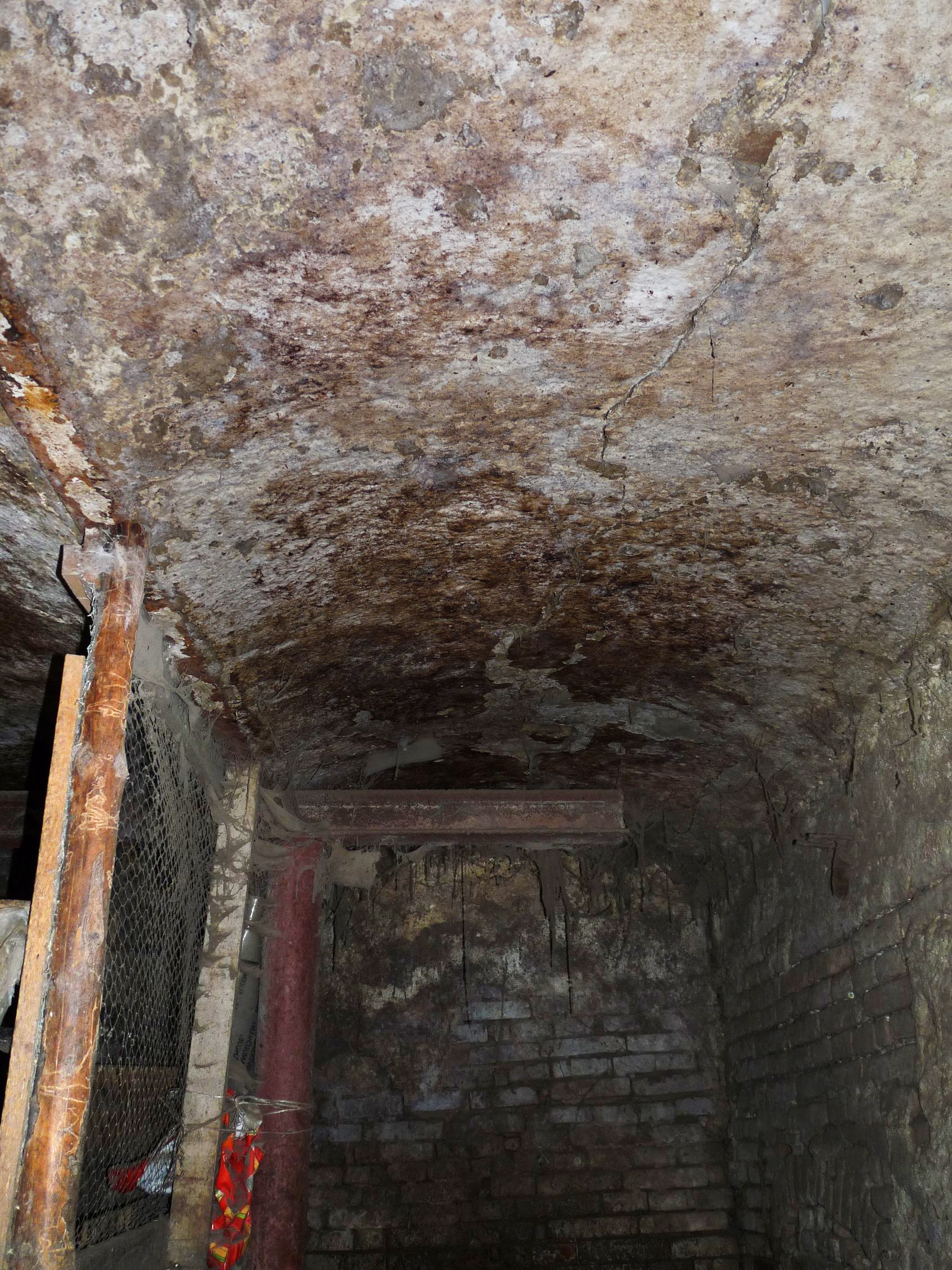
Innenansicht

Die Mikwe in Strážov (deutsch Drosau), einer Stadt im Okres Klatovy in Tschechien, wurde vermutlich im 19. Jahrhundert erbaut. Die ehemalige Mikwe wird als Lager eines Bauernhofs genutzt.